# Xdelta
xdelta un programa de línea de comandos para codificación delta, que genera dos archivos de diferencias. Es similar a diff y patch, pero a diferencia de estos, está destinado para archivos binarios y no genera una salida legible por humanos.
Fue lanzado por primera vez en 1997. Su desarrollador es Joshua MacDonald y el programa actualmente es mantenido por él. El algoritmo de xdelta1 se basa en el algoritmo de rsync, que es desarrollado por Andrew Tridgell, y usa bloques de menor tamaño que los de rsync.
El reciente xdelta v3 tiene algunas funciones únicas. Puede generar VCDIFF de formato estandarizado, y lleva a cabo la compatibilidad entre otros software de codificación delta que soporten el formato VCDIFF. El programa puede ser ejecutado en sistemas operativos similares a UNIX y en Microsoft Windows. xdelta puede manipular hasta 264 bytes en cualquier plataforma, y es adecuado para copias de seguridad a gran escala.